# Hero Elementary
Hero Elementary – kanadyjsko-amerykański serial animowany, który swoją światową premierę miał 1 czerwca 2020 roku na kanale PBS Kids i jest tworzony przez Carol-Lynn Parente i Christine Ferraro.

## Fabuła
W serialu biorą udział różnorodni uczniowie „Sparks 'Crew” – Lucita Sky, AJ Gadgets, Sara Snap i Benny Bubbles, którzy są szkoleni w dziedzinie superbohaterów przez swojego dziwacznego i entuzjastycznego nauczyciela pana Sparks. Studenci pracują razem jako zespół, wykorzystując własne, unikalne supermoce, a także „supermoce nauki”, aby pomagać ludziom, rozwiązywać problemy i próbować uczynić świat lepszym miejscem. Serial jest obecnie produkowany dla 40 półgodzinnych odcinków, z których każdy zawiera po dwa odcinki.

## Obsada
- Veronica Hortiguela jako Lucita Sky
- Jadiel Dowlin jako AJ Gadgets
- Stephany Seki jako Sara Snap
- Stacey DePass jako Benny Bubbles
- Carlos Diaz jako Mr. Sparks